# Наш бренд је криза
Наш бренд је криза (енгл. Our Brand Is Crisis) је америчка је политичка сатира и комедија са елементима драме, коју је режирао Дејвид Гордон Грин, а продуцирали Грант Хеслов и Џорџ Клуни. Клуни је за насловну улогу желео Сандру Булок, након њихове сарадње у филму Гравитација. Иако је и њему била понуђена главна мушка улога, ипак је одбио у корист Торнтона. Филм је заснован на истоименом документарцу америчке редитељке Рејчел Бојнтон, који је уз невелику пажњу публике снимљен и објављен 2005. године. Премијера филма заказана је за 30. октобар 2015. године.

## О филму
Радња филма смештена је у 2002. годину, у време председничких избора у Боливији. Главни, али не више популарни кандидат, Гонзало Санчез де Лосада, унајмљује политичку саветницу из Вашингтона, од које очекује рецепт за победу. На своју несрећу, за противника има изузетно популарног Ева Моралеса, који у свом тиму такође има америчке саветнике. Филм на комичан начин приказује како је амерички приступ изборној кампањи допринео Лозадиној победи.

## Улоге
| Глумац            | Улога               |
| ----------------- | ------------------- |
| Сандра Булок      | Џејн Каламити Бодин |
| Били Боб Торнтон  | Пат Кенди           |
| Ен Дауд           | Нел                 |
| Ентони Маки       | Бен                 |
| Скут Макнери      | Ричард Бакли        |
| Хоаким де Алмеида | Педро Кастиљо       |
| Зои Казан         | Лебланк             |